# Orchów
Orchów – wieś w Polsce położona w województwie łódzkim, w powiecie łaskim, w gminie Łask.
| SIMC    | Nazwa  | Rodzaj |
| ------- | ------ | ------ |
| 0707142 | Łętków | osada  |

W latach 1975–1998 miejscowość administracyjnie należała do województwa sieradzkiego. 
Przez miejscowość przebiega droga wojewódzka nr 482.
Z Orchowa pochodzi Józef Aleksander Miniszewski, pseudonim J.A. Starża – publicysta i powieściopisarz.